# I Sold My Heart to the Junkman
I Sold My Heart to the Junkman ist ein von Leon René geschriebener Rhythm-and-Blues-Song, der erstmals 1946 von den Basin Street Boys zusammen mit Ormonde Wilson für Exclusive Records aufgenommen wurde. Nach einem Rechtsstreit darf die Girlgroup The Blue Belles ihre Version von 1964 als Eigenkomposition vermarkten.
Der Titel erfuhr nach der Erstaufnahme einige Neueinspielungen, darunter 1958 durch die Silhouettes. 1962 folgte die Girlgroup The Starlets aus Chicago, welche für Newtown Records aufnahmen. Deren Präsident Harold Robinson führte aber mit den Ordettes als Urheber eine Gruppe aus Philadelphia an. Die Ordettes änderten ihren Namen wiederum zuerst in The Blue Belles und dann zu Patti LaBelle and Her Blue Belles. Als 1964 The Blue Belles unter Harold Robinsons Anleitung eine eigene Version veröffentlichten, der Platz 15 der Billboard-Charts erreichte, entbrannte ein Streit um das Urheberrecht zwischen den Blue Belles und den Starlets. Zwar blieb unklar, ob Robinson auf dem Track die ganz Gruppe ersetzte oder nur Patti LaBelles Hauptstimme, der Manager der Starlets konnte dennoch 5.000 Dollar für jede Sängerin einklagen.
Bis heute gelten Patti LaBelle & the Bluebelles als Urheber von I Sold My Heart to the Junkman.